# Welsh Corgi Pembroke
Der Welsh Corgi Pembroke ist eine von der FCI anerkannte britische Hunderasse (FCI-Gruppe 1, Sektion 2, Standard Nr. 39).

## Herkunft und Geschichtliches

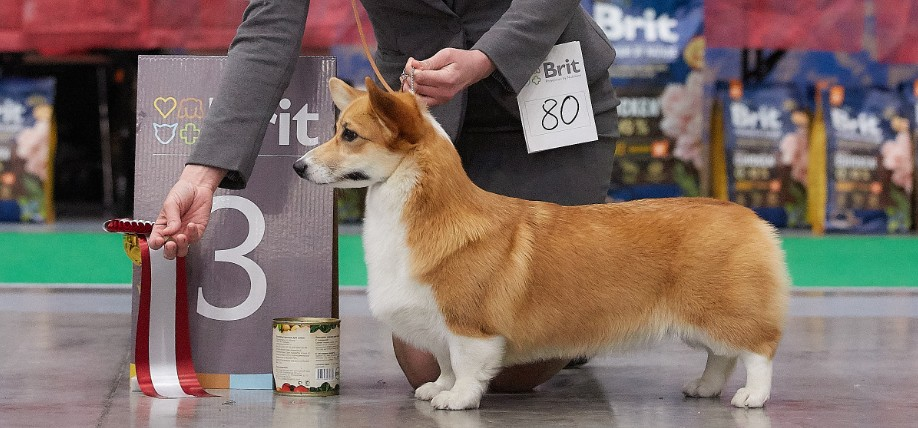
Waliser-Corgi-Pembroke bei Corgi Symphony 2019. 17. März 2019.

Ebenso wie der „Cardigan“ kommt der Pembroke schon im 10. Jahrhundert vor und stammt aus Wales, er soll ein Abkömmling der walisischen Hütehunde sein, seit dem 12. Jahrhundert ist er als Viehhund bekannt. Der Legende nach diente er den walisischen Fairies als Hüte- und Reittier. In diesem Zusammenhang werden die Fellmarkierungen auf dem Rücken und hinter den Vorderbeinen, die bei zobelfarbenen Corgis besonders auffällig sind, als Abdrücke von Sattel und Gurt gedeutet. Tatsächlich gehört er aber genetisch zur Gruppe englischer, schottischer und irischer Kleinhunde zu der u. a. der Sheltie (Shetland Sheepdog) zählt, von dem er wohl die Fellmarkierungen erbte.
1925 wurden der Pembroke und der Cardigan gemeinsam vom UK Kennel Club als Rasse anerkannt, erst 1934 erfolgte nach vielen Streitigkeiten eine separate Anerkennung der beiden Rassen. Seit 1933 hielt die britische Königin Elisabeth II. Welsh Corgi Pembrokes und züchtete sie bis 2009. Im April 2018 starb ihr letzter Corgi „Willow“ aus dieser Zucht.
Seit 2015 steht der Welsh Corgi Pembroke auf der Beobachtungsliste des Kennel Club, da nur 366 Welpen ins Zuchtbuch eingetragen wurden. In den USA hingegen stand er im Jahr 2018 auf Platz 13 der beliebtesten Hunde.

## Beschreibung
Der Welsh Corgi Pembroke unterscheidet sich vom Welsh Corgi Cardigan durch eine etwas kompaktere Figur, kleinere Ohren und manchmal ist ein Stummelschwanz angeboren (Kupieren ist in Deutschland, Österreich und der Schweiz verboten). Er ist etwas kleiner als der Cardigan, seine häufigsten Farben sind: Zobel, Rot, Schwarz und Rot gemischt (Tricolor), jeweils mit weißen Abzeichen. Sein Haar hat eine mittlere Länge, ist gerade und hat dichte Unterwolle. Er erreicht laut Zuchtstandard eine Größe von bis 30,5 cm bei einem Maximalgewicht von 12 kg. Die Ohren sind aufgerichtet und mittelgroß.